# ییلاق
ییلاق'(یایلاق) واژه ای ترکی به معنی تابِستانگاه به مناطق سردسیری که عشایر در کوچ سالانه خود به عنوان اقامتگاه بهاره و تابستانه انتخاب می‌کنند گفته می‌شود. در مقابل به مناطق گرمسیری که عشایر به عنوان اقامتگاه پاییزه و زمستانه خود انتخاب می‌کنند به پارسی زِمستانگاه یا قشلاق گفته می‌شود. بیشتر عشایر و ایلات به ییلاق و قشلاق می‌روند.

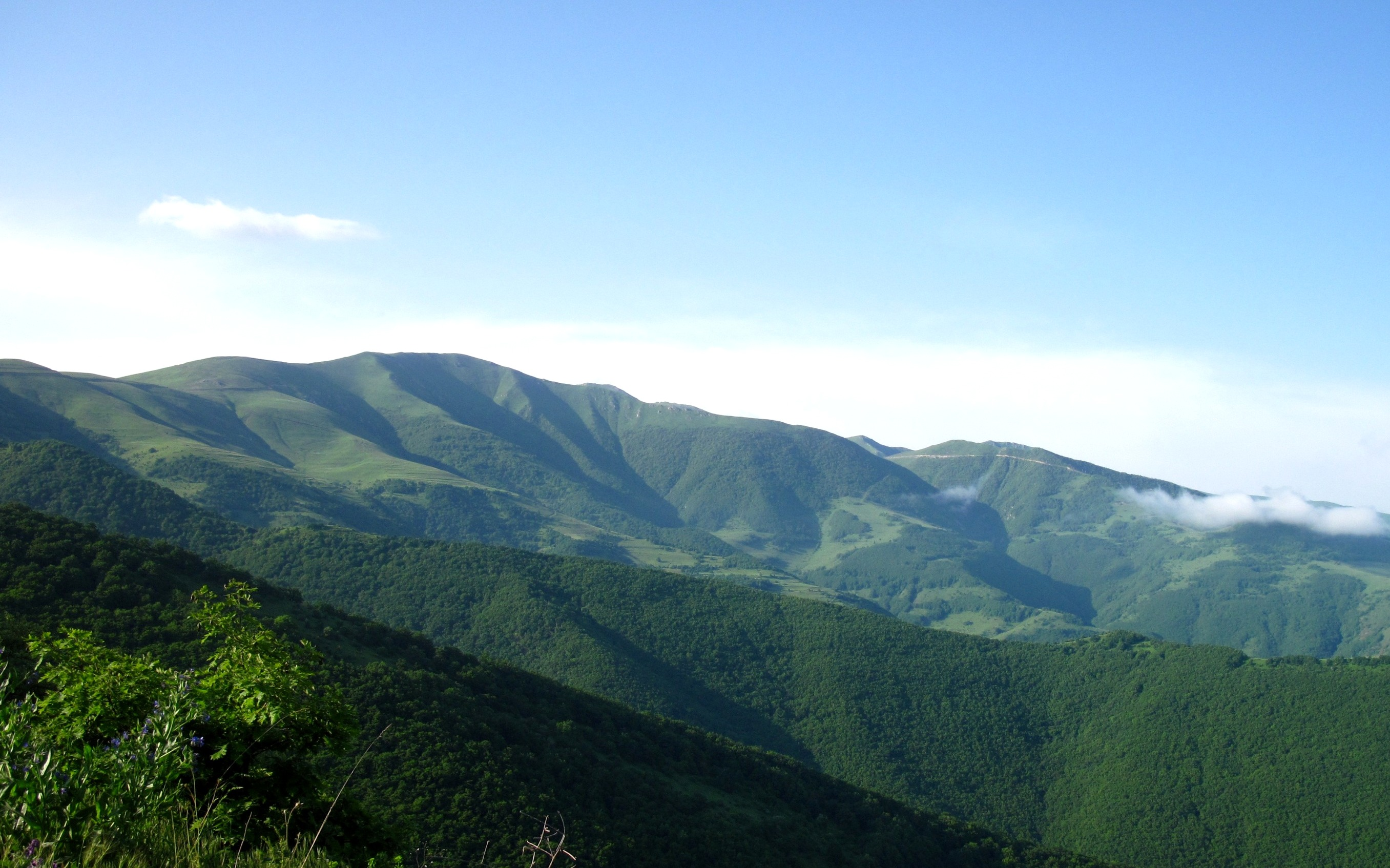
نمایی دور از مراتع ییلاقی آغداش در شهرستان خداآفرین ناحیه ارسباران

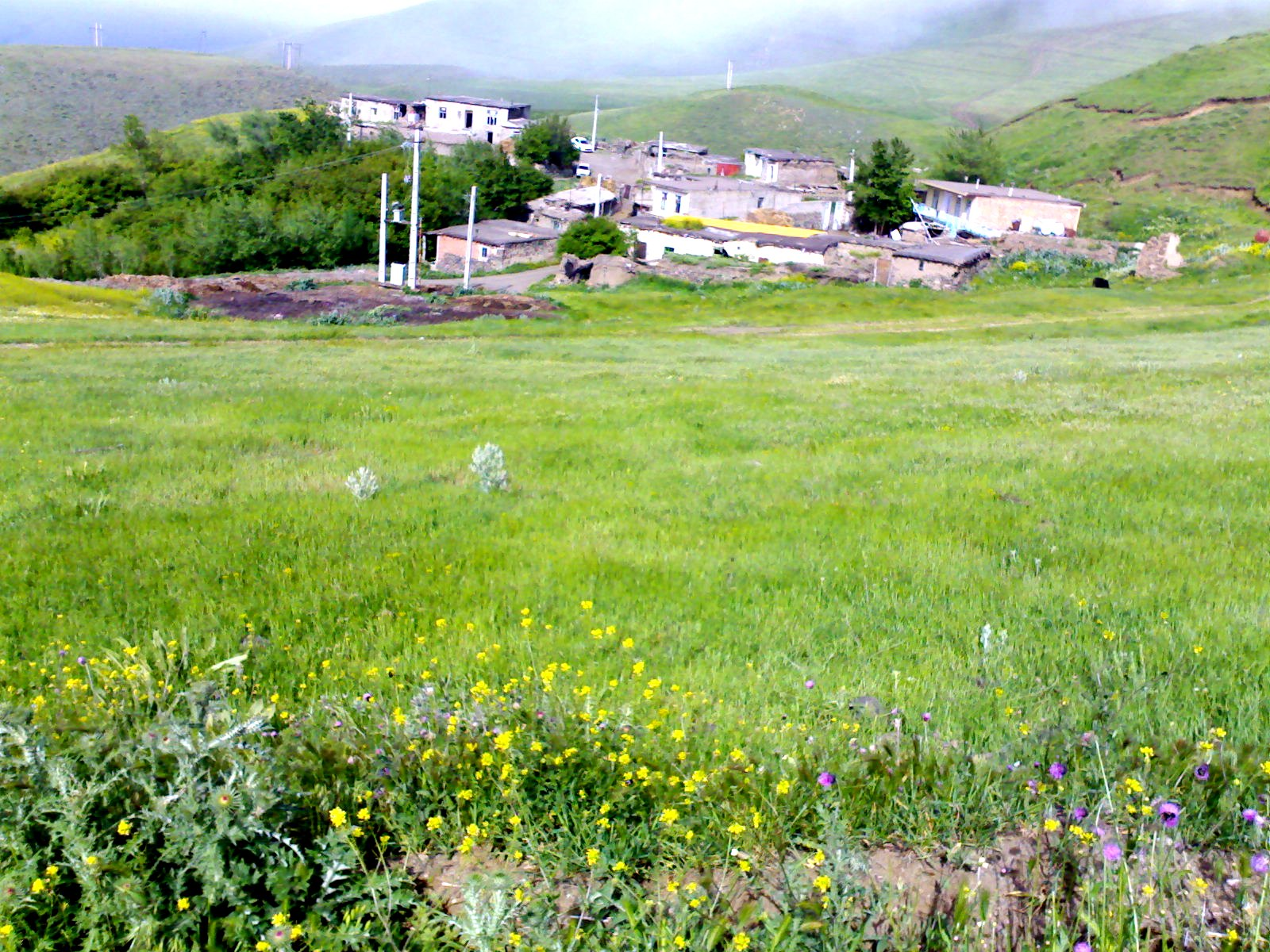
نمایی از روستای ییلاقی خان کندی در شهرستان گرمی

## وجه تسمیه
ییلاق [یَ ی ° / یِ ی °] از یای (تُرکی) به معنی تابستان و لاق که پسوند مکان است، به معنی جایی که در تابستان سکنی گزینند. سردسیر. مقابل قشلاق، گرمسیر. جای تابستانی. تابستانگاه. مصیف: تقییظ؛ ییلاق رفتن. تصیف، اصطیاف؛ ییلاق کردن. جای سرد و هوادار که به فصل تابستان در آن باشند. مقابل قشلاق که جای باش فصل زمستان است. جای باش تابستان یعنی جای سرد و خوش هوایی که در مدت تابستان در آن توقف کنند. . چراگاه.
در زبان فارسی ییلاق یا تابستانگاه به کوهپایه، جای سردسیر یا اقامتگاه تابستانی، جای خوش آب و هوا ییلاق نیز گفته می‌شود

## اهمیت ییلاق و قشلاق در ساختار اجتماعی ایران
تا پیش از جنگ اول جهانی عشایر بدنهٔ اصلی جامعه در مناطق کوهستانی ایران را تشکیل می‌دادند. برای مثال، در دورهٔ جنگ‌های روس-ایران بخش مهمی از مردم ارسباران، که بار اصلی جنگ را به دوش می‌کشیدند، زندگی عشایری داشتند. بنابراین طبیعی است که تنظیم سکونتگاه حافظان مرزها دغدغهٔ اساسی حکومت مرکزی بود. خودمختاری عشایر تا حد زیادی در حفاظت مراتع ییلاق‌ها مؤثر بود و دولت مرکزی دخالت چندانی در تخصیص چراگاه به ایلات متخاصم نداشت. مرکزگرایی افراطی دوران رضا شاه قواعد بین ایلی را مختل کرد؛ به تدریج عشایر ساکن شدند و روستائیان ساکن مجاور ییلاق‌ها به تخریب مراتع پرداختند. فروپاشی اجتماعی ایل قشقایی در نتیجه تخریب مناسبات ارضی به مثابه نمونه‌ای تراژیک توسط محقق آمریکایی، لوئیس بک، به خوبی توصیف شده است. آنچه مسلم است تنظیمات مربوط به حدود ییلاق‌ها و قشلاق‌ها، و حقوق مالکیتی عشایر نقشی مؤثر در شکل‌گیری ایران نوین داشته است.

## ییلاق و فرهنگ
زندگی در ییلاق تنها در بخش محدودی از سال ادامه می‌یافت. عشایر در سرزنده‌ترین شرایط طبیعت وارد ییلاق می‌شدند، و آنجا را در حالت پژمردگی طبیعت ترک می‌کردند. این تضاد در چشم‌انداز الهام‌بخش ترانه‌ها و ادبیات فولکوریک است که تا حدودی تا زمان کنونی حفظ شده‌اند. در میان قبایل ترک‌زبان، که اکثریت عشایر را تشکیل می‌دهند، موسیقی عاشیق‌ها گنجینه‌ای غنی از وصف تصویر ذهنی ییلاق است. در اینجا، برای مثال، ابیات آغازین یک ترانهٔ عاشیقی را می‌آوریم:
دیدی گذرم باز به این خطه نیفتاد Bəlkə bu yerlərə birdə gəlmədim
ای قلهٔ مه گرفته بدرود، duman səlamət qal dağ səlamət qal
ای آبفشان فلک و آب روانش، arxamca su səpir göydə bulutlar
وی گرمی تیر ماه بدرود! leysan səlamət qal yağ səlamət qal